# Ducato di Tagliacozzo
Il ducato di Tagliacozzo, detto anche ducato dei Marsi, fu una circoscrizione feudale esistita tra il XVI secolo e il 1806, anno dell'abolizione del feudalesimo, con la conseguente perdita dei diritti feudali. Rappresenta l'evoluzione amministrativa della precedente contea di Carsoli-Tagliacozzo, avendo incluso anche la contea di Albe e le baronie di Carsoli, Civitella Roveto e Corvaro.
Era situata nel settore centro-occidentale della regione storico-geografica abruzzese della Marsica e nelle aree limitrofe.

## Storia

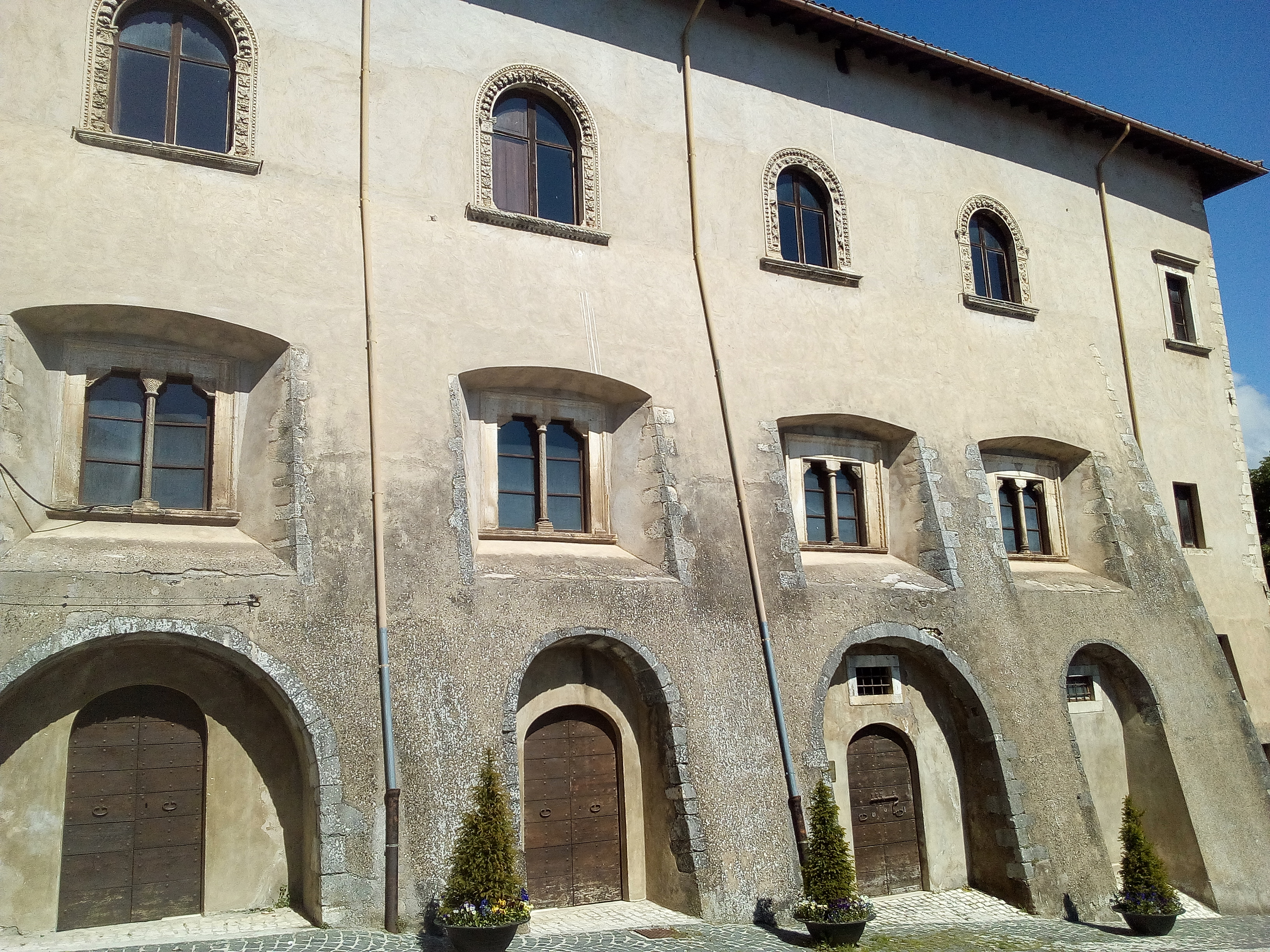
Palazzo Ducale di Tagliacozzo

### Dalla contea di Carsoli alla contea di Tagliacozzo
Nel 1143, con l'annessione della Marsica e del Cicolano nel nascente Regno normanno di Sicilia, la vasta contea dei Marsi fu divisa nei tre più contenuti domini feudali di Albe, Carsoli e Celano, ognuno dei quali sotto il possesso di singoli esponenti della nobile casata dei Berardi conti dei Marsi. Il territorio della Marsica occidentale, incluse la piana del Cavaliere, la valle di Nerfa e altre aree limitrofe, ricadde nel contado carseolano la cui sede comitale fu stabilita nella struttura militare di colle Sant'Angelo. Il primo conte carseolano fu Oderisio Berardi (in alcuni documenti storici è riportato anche come Odorisio) che favorì la riattivazione della torre medievale e lo sviluppo del nucleo urbano di Celle, toponimo medievale di Carsoli derivato dal nome della vicina chiesa di Santa Maria in Cellis. Il primo signore di Tagliacozzo fu, intorno al 1143, Ruggero di Comino, al quale successe Bonaventura di Berardo. Dopo oltre un ventennio, tra il 1165 e il 1190, i nuovi feudatari, i ghibellini De Ponte spostarono la residenza nella vicina Civitella de Taliacotium. 
Il 23 agosto 1268 si svolse nei piani Palentini, tra Albe e Scurcola, la battaglia di Tagliacozzo che fu combattuta tra i ghibellini di Corradino di Svevia e gli Angioini di Carlo I d'Angiò, di parte guelfa. Questi ultimi, vincendo la contesa decisiva, causarono la caduta definitiva degli Svevi dal trono imperiale e da quello di Sicilia.
Nella seconda metà del XIII secolo successero al possesso della contea i guelfi Orsini in virtù del matrimonio tra Risabella De Ponte, figlia e sorella dei signori Bartolomeo e Andrea De Ponte, e Napoleone II Orsini (1257-1298) che fu il primo conte tagliacozzano, tant'è vero che la contea carseolana cambiò ufficialmente nome in "Contea di Tagliacozzo". Ad essa furono gradualmente incluse a livello amministrativo la contea albense e le baronie di Carsoli, Civitella Roveto e Corvaro. Durante il predominio degli Orsini Tagliacozzo si sviluppò sotto il profilo urbanistico, in ambito religioso e a livello socioeconomico, tanto da diventare il centro più popoloso del territorio marsicano. Nel corso del XIV secolo la sede comitale fu spostata nel palazzo Ducale, edificato nel cuore della cittadina, e furono ristrutturate e ampliate le chiese antiche come quelle dei Santi Cosma e Damiano e di San Francesco.
Tra il 1409 e il 1410 fu stabilita una delle prime zecche dell'Abruzzo in cui furono coniate le monete del bolognino e, forse, anche quelle in rame del cavallo. Tra gli esponenti della famiglia Orsini furono conti di Tagliacozzo, in ordine cronologico: Napoleone II, Giacomo, Orso, Rinaldo, Giacomo, Giovanni Antonio (Giannantonio), Napoleone, Gentile Virginio, infine suo figlio Gian Giordano (Giovanni Giordano).
Nel 1497, dopo un periodo di battaglie contro la famiglia rivale degli Orsini arrivarono a conquistare il potere in modo stabile i Colonna ai quali il sovrano napoletano Federico I concesse e successivamente confermò le numerose terre dei comitati di Albe e Tagliacozzo: Auricula, Aveczano, Caesae, Canistrello, Capadotis, Cappellae, Casale de Lentano e Castello Minardo, Castelli de Flumine, Castelli Veteris, Castello Novo, Celle, Civite Dantinae, Colle, Collis Intermontis, Corcumelli, Corvary, Latuschi e Spellino, Lugho, Magliani, Marani, Palearis, Paterni, Perisi, Petrellae, Pody, Poyo de Philippo, Poyo Sinulfo, Pretella Secha, Rocha de Bocte, Rocha de Cerro, Rusciolo, S. Anatoliae, S. Donati, S. Mariae, Scanzani, Scurculae, Thorano, Trasaccho, Tufo e Verrechiae.

### Dal ducato all'abolizione dei feudi
L'elevazione a rango di ducato avvenne nel 1504, anno in cui Ferdinando III, re di Napoli attestò ufficialmente Fabrizio I Colonna come primo duca di Tagliacozzo. Nella baronia di Carsoli e in alcune aree limitrofe, dopo la vittoriosa battaglia di Magliano del 1528, tornarono a governare gli Orsini che detennero il potere al confine del regno di Napoli con lo Stato Pontificio fino al 1559. A questi successero stabilmente i Colonna, grazie all'appoggio militare del capitano di ventura Giovanni Battista De Leoni, la cui famiglia detenne i feudi di Luppa e Val de' Varri, e al perdono loro concesso da Papa Pio IV, dopo la fedeltà giurata al nuovo pontefice da Marcantonio II Colonna.
Nel contempo, per via delle mutate condizioni socioeconomiche, la vicina cittadina di Avezzano, ben servita dalle strade extraurbane e in via di espansione, cominciò ad acquisire il ruolo di centro amministrativo di riferimento del territorio, tanto che i Colonna vi stabilirono una delle loro residenze presso il castello trecentesco, rimaneggiato nelle forme rinascimentali.
I nobili romani governarono l'ampio territorio, gestendo tra le altre attività l'economia legata alla transumanza e alla pesca nel lago Fucino, fino al 1806, anno dell'abolizione del feudalesimo e della conseguente perdita dei diritti feudali. Il ducato comprese fino all'abolizione della feudalità le terre di Albe, Antrosciano, Avezzano, Canistro, Capistrello, Cappadocia, Cappelle, Carsoli, Castella a Fiume, Castelnuovo, Castelvecchio, Cese, Civitantino, Civitella, Colle, Corcumello, Corvaro, Forme, Gallo, Luco, Magliano, Marano, Massa, Meta, Morino, Oricola, Paterno, Pereto, Peschio Canale, Petrella, Poggio S. Filippo, Poggitello, Roccavivi, Rocca di Botte, Rocca di Cerro, Rosciolo, S. Anatolia, Sante Marie, S. Donato, S. Giovanni, S. Pelino, S. Stefano, Scanzano, Scurcola, Sorbo, Spedino, Tagliacozzo, Trasacco, Tre Monti, Tubione, Villa Romana, Villa Sabinese, Villa S. Sebastiano, tutte collocate nella Marsica e aree limitrofe dell'Abruzzo Ultra, ma anche alcuni patrimoni feudali di proprietà della famiglia Colonna in Abruzzo Citra come Atessa, Fara Filiorum Petri, Manoppello, Orsogna, Penna, Pretoro, Rapino, Rocca Monte Piano e Tornereccio.
L'ultimo duca di Tagliacozzo fu Filippo Giuseppe III Colonna.

## Cronologia dei duchi di Tagliacozzo
- Fabrizio I Colonna, 1504-1520;
- Ascanio I Colonna, 1520-1556;
- Giovanni Carafa, 1556-1557;
- Marcantonio II Colonna, 1557-1584;
- Marcantonio III Colonna, 1584-1595;
- Marcantonio IV Colonna, 1608 ca.-1611;
- Filippo I Colonna, 1611-1639;
- Girolamo Colonna, 1639-1641;
- Marcantonio V Colonna, 1641-1659;
- Lorenzo Onofrio II Colonna, 1659-1689;
- Filippo II Colonna, 1689-1714;
- Fabrizio II Colonna, 1714-1755;
- Lorenzo Onofrio III Colonna, 1755-1779;
- Filippo Giuseppe III Colonna, dal 1779 al 1806, anno dell'abolizione della feudalità in cui perse i diritti feudali[10][11].